# Надён, Зинаида Гавриловна
Зинаи́да Гаври́ловна Надён (укр. Зінаїда Гаврилівна Надьон; род. 22 июля 1947, Одесса, УССР, СССР) — государственный и политический деятель самопровозглашённой Луганской Народной Республики, председатель общественного движения «Луганский экономический союз», депутат Народного совета ЛНР. Латифундист, монополист на рынке хлебобулочной и крупяной продукции, один из богатейших людей Луганщины. Учредитель политпартии «Солидарность женщин Украины» (2001).
Из-за вторжения России на Украину находится в санкционных списках всех стран Евросоюза, Великобритании, Канады и других стран.

## Биография
Зинаида Надён родилась 22 июля 1947 года в Одессе Украинской ССР.

### Образование
В 1970 году окончила Одесский технологический институт пищевой промышленности им. М. В. Ломоносова (в настоящее время Одесская национальная акадения пищевых технологий им. М. В. Ломоносова).

### Карьера
После окончания института работала сменным мастером, начальником цеха и начальником отдела Областного управления хлебопродуктов. С 1980 года работала на Луганском комбинате хлебопродуктов: с 1986 года — директор и председатель правления; с 2014 года — председатель наблюдательного Совета ПАО «Луганск-Нива».

## Политическая деятельность
7 октября 2014 года состоялось учредительное собрание общественной организации «Луганский экономический союз». «Луганский экономический союз» был создан предпринимателями Луганска, его членами стали бизнесмены и представители промышленности ЛНР. В их числе была и Зинаида Надён. На выборах в Народный совет ЛНР в 2014 году вошла в первую четвёрку избирательного списка Луганского экономического союза вместе с лидером профсоюзов Олегом Акимовым, шахтёром Юрием Пахолюком, и фермером Юрием Морозовым. По результатам выборов была избрана депутатом Народного совета ЛНР.

## Санкции
8 апреля 2022 года, на фоне вторжения России на Украину, попала под санкции стран Евросоюза так как «участвовала в политике и/или действиях, которые дестабилизируют Украину и/или подрывают или угрожают территориальной целостности, суверенитету или независимости Украины».
26 апреля 2022 года включена в санкционный список Канады «за соучастие в продолжающихся нарушениях суверенитета и территориальной целостности Украины со стороны российского режима». По аналогичным основаниям находится под санкциями Великобритании, Швейцарии, Украины и Японии.